# Всеросійський науково-дослідний інститут радіотехніки
Всеросійський науково-дослідний інститут радіотехніки (рос. Всероссийский научно-исследовательский институт радиотехники (ВНИИРТ)) — російський розробник радіолокаторів повітряного спостереження. Входить до холдингу «Алмаз-Антей».
Всеросійський науково-дослідний інститут радіотехніки (ВНДІР) є основним російським розробником наземних радіолокаторів повітряного спостереження. Виконує науково-дослідні та конструкторські роботи з РЛС як для військ ППО, так і для сухопутних військ. Він приділяв велику увагу радарам метрового діапазону (VHF), які мають притаманну здатність протидіяти технологіям малопомітності і на які відносно не впливає метеорологічні явища. Продукція ВНДІР також використовується в цивільному управлінні повітряним рухом.

## Радіолокатори розроблені ВНДІР
| радар           | Назва НАТО  | Радіодіапазон      | Рік розробки | Примітки                                                    |
| --------------- | ----------- | ------------------ | ------------ | ----------------------------------------------------------- |
| П-3             | англ. Dummo | метрові хвилі      | 1944         |                                                             |
| П-15 «Тропа»    | Flat Face A | UHF (B/C-діапазон) | 1955         |                                                             |
| СТ-68           | Tin Shield  | UHF (E-діапазон)   | 1970         | Перша радянська РЛС з цифровою когерентною обробкою сигналу |
| П-19 «Дунай»    | Flat Face B | UHF (B/C-діапазон) | 1974         |                                                             |
| Гамма-С1 (64Л6) |             |                    | 2003         |                                                             |